# We ate the machine
『We ate the machine』（ウィー・エイト・ザ・マシーン）は、日本のロックバンド、POLYSICSのアルバム。
2008年4月23日、キューンレコードよりリリース。

## 概要
- 前作より約1年2ヶ月ぶりのアルバム。
- アルバムタイトルはKraftwerkのThe Man Machine及びWe Are The Robotより。
- 本作は初回生産限定盤と通常盤の2形態でリリース。初回盤は2007年6月2日に日比谷野外大音楽堂にて行われた『POLYSICS WORLD TOUR OR DIE 2007!!!! ～KARATE HOUSE!!!!～FINAL』から数曲を収録したDVD付（収録曲は後述）。
- 「Moog is Love」、「Pretty Good」は英語歌唱のバージョンが存在する。本作の海外盤に収録されている他、「Moog is Love」は海外向けのPVが作られている。

## 収録曲
1. Moog is Love (3:22)
（作詞・作曲：Hiroyuki Hayashi）
2. Pretty Good (3:01)
（作詞・作曲：Hiroyuki Hayashi/Fumi）
先行シングルとなった10thシングル曲。
3. Rocket (2:55)
（作詞：Hiroyuki Hayashi　作曲：Hiroyuki Hayashi/Fumi）
9thシングル曲。アニメ『もやしもん』エンディングテーマ曲
4. 機械食べちゃいました (2:53)
（作詞・作曲：Hiroyuki Hayashi）
5. DNA Junction (3:22)
（作詞・作曲：Hiroyuki Hayashi）
6. Kagayake (2:56)
（作詞・作曲：Hiroyuki Hayashi）
7. ポニーとライオン (3:09)
（作詞・作曲：Hiroyuki Hayashi）
インディーズ時代に演奏されていた「PONY RIDE ON」のリメイク。ライブ音源がビデオB.G.V.に収録されている。
8. ありがとう (3:19)
（作詞・作曲：Hiroyuki Hayashi）
9. イロトカゲ (4:40)
（作詞・作曲：Hiroyuki Hayashi）
10. Mind Your Head (2:57)
（作詞：Hiroyuki Hayashi　作曲：Hiroyuki Hayashi/Fumi）
11. Digital Coffee (3:20)
（作詞・作曲：Hiroyuki Hayashi/Fumi）
12. Boys & Girls (3:03)
（作詞・作曲：Hiroyuki Hayashi）
13. Blue Noise (3:17)
（作詞：Fumi　作曲：Hiroyuki Hayashi/Fumi）
14. Dry or Wet (3:23)
（作詞・作曲：Hiroyuki Hayashi）

## 海外盤
欧州、(Okami Records)、US(MySpace Records)
1. Moog is Love (English Ver.) (3:22)
（作詞・作曲：Hiroyuki Hayashi）
2. Pretty Good(English Ver.) (3:01)
（作詞・作曲：Hiroyuki Hayashi/Fumi）
3. Rocket (2:55)
（作詞：Hiroyuki Hayashi　作曲：Hiroyuki Hayashi/Fumi）
4. I Ate The Machine (2:53)
（作詞・作曲：Hiroyuki Hayashi）
5. DNA Junction (3:22)
（作詞・作曲：Hiroyuki Hayashi）
6. Kagayake (2:56)
（作詞・作曲：Hiroyuki Hayashi）
7. Pony & Lion (3:09)
（作詞・作曲：Hiroyuki Hayashi）
8. Arigato (3:19)
（作詞・作曲：Hiroyuki Hayashi）
9. Irotokage (4:40)
（作詞・作曲：Hiroyuki Hayashi）
10. Mind Your Head (2:57)
（作詞：Hiroyuki Hayashi　作曲：Hiroyuki Hayashi/Fumi）
11. Digital Coffee (3:20)
（作詞・作曲：Hiroyuki Hayashi/Fumi）
12. Boys & Girls (3:03)
（作詞・作曲：Hiroyuki Hayashi）
13. Blue Noise (3:17)
（作詞：Fumi　作曲：Hiroyuki Hayashi/Fumi）
14. Dry or Wet (3:23)
（作詞・作曲：Hiroyuki Hayashi）

## 初回特典DVD
- ワトソン
- PLUS CHICKER
- サイボーグ彼女
- Tei! Tei! Tei!
- ハードロックサンダー
- AT-AT
- COMMODOLL
- ピーチパイ・オン・ザ・ビーチ
- BUGGIE TECHINICA